# Acracona
Acracona is een geslacht van vlinders van de familie van de snuitmotten (Pyralidae). De wetenschappelijke naam van dit geslacht is voor het eerst voorgesteld door Ferdinand Karsch in een publicatie uit 1900.

## Soorten
- A. elgonae Whalley, 1964
- A. lamottei (Marion, 1954)
- A. pratti (Kenrick, 1917)
- A. remipedalis Karsch, 1900